# Особняк Даттана
Особня́к Датта́на — памятник архитектуры XIX века в историческом центре Владивостока, по адресу Светланская улица, 73а. Является объектом культурного наследия Российской Федерации.

## История

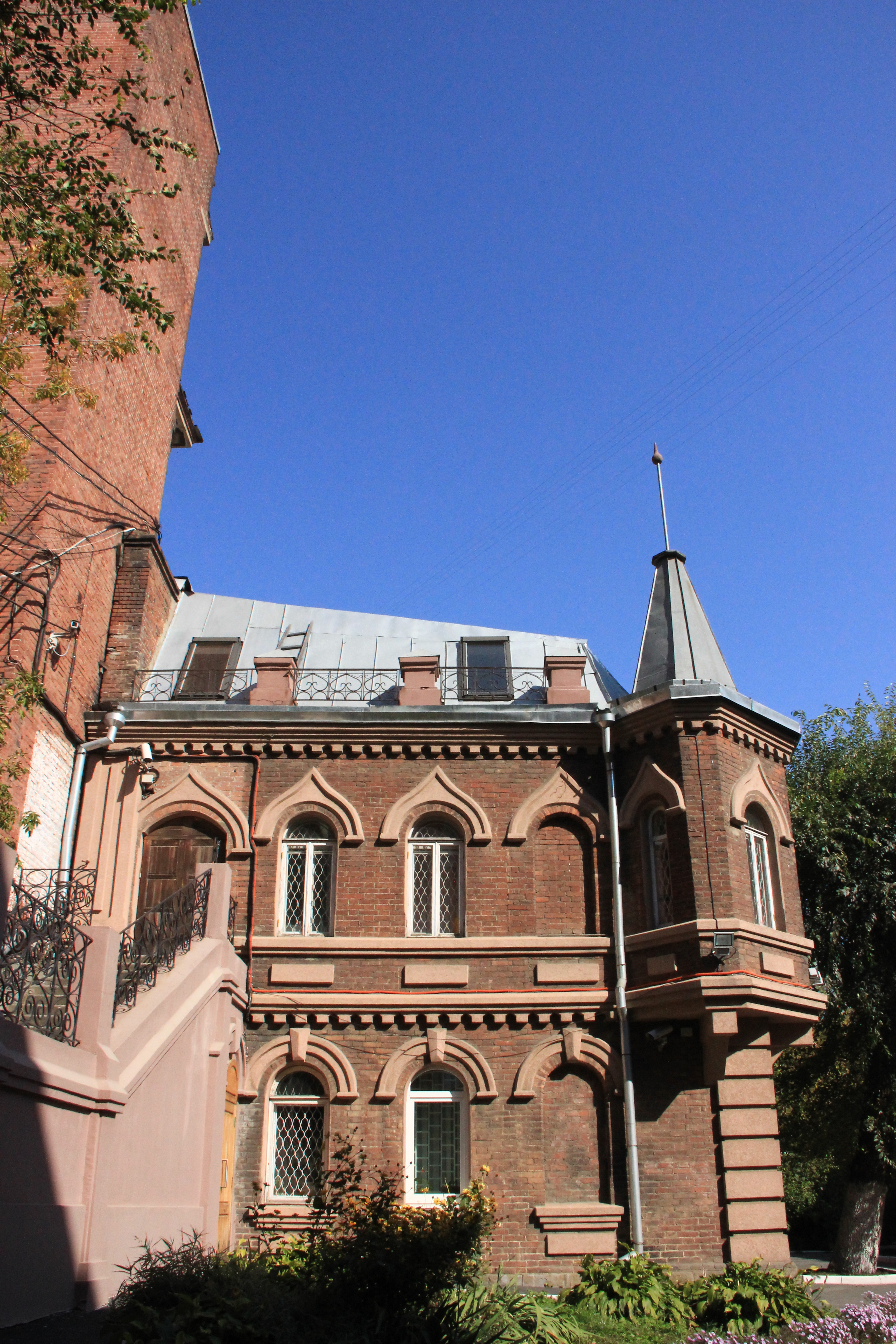
Восточный фасад особняка, с шестигранным эркером

Здание построено в 1891 году владивостокским предпринимателем, компаньоном торгового дома «Кунст и Альберс» Адольфом Васильевичем Даттаном.
Дом размещался на крупном земельном участке, принадлежавшем Даттану. В 1896 году бо́льшая часть участка была безвозмездно передана под постройку мужской гимназии, а в 1900 году, после постройки нового дома по улице Светланской, 37, Даттан подарил старый особняк открывшемуся в 1899 году в одном здании с гимназией Восточному институту для размещения в нём квартир преподавателей.
В 1899—1901 годах в течение трёх лет во втором этаже здания жил первый ректор Восточного института, известный учёный-монголовед Алексей Матвеевич Позднеев.

## Архитектура
Здание двухэтажное кирпичное, прямоугольное в плане. В его архитектуре использованы романтические мотивы готической архитектуры, характерные для многих городских и загородных особняков и дворцов, возводившихся в конце XIX века. Главный фасад облицован крупным глубоким рустом, стрельчатые окна второго этажа спарены и объединены общими арками, угол здания, обращённый к улице Светланской, акцентирован шестигранным эркером под высокой шатровой крышей, напоминающим замковую башню. Стены завершаются готическим карнизом.